# IDEN
iDEN Red Mejorada Digital Integrada (Integrated Digital Enhanced Network) es una tecnología inalámbrica desarrollada por Motorola en 1994, proporciona a los usuarios múltiples servicios en un único e integrado sistema de comunicaciones móviles.
Su principal característica radica en la comunicación directa que permite pulsar un botón para poder establecer una llamada o conferencia con los usuarios del sistema, algunos terminales incluyen características GPS (Global Positioning System), muchas de las cuales dependen de la capacidad de la red; Motorola es quien provee tanto la infraestructura como los terminales móviles de esta tecnología
Los terminales iDEN usan varias tecnologías de comunicaciones, la principal es TDMA (Time Division Multiple Access), que permite dividir la señal en tres partes, decrementando la carga individual de cada una de ellas. Cada parte puede transportar voz o datos en una transmisión.
Existen dos líneas de teléfonos que soportan esta tecnología: 
Eagle: Fue la primera línea de equipos receptores para la tecnología iden, y reemplazada por Cóndor.
Cóndor: Actualmente descontinuada, fue promovida por Nextel y Southern LINC.
Falcon: Promovida por Nextel, Southern LINC y Boost Mobile, de difícil acceso por el costo de licencias.
Phoenix: Plataforma introducida con el equipo i880, y se diferencia de la Falcon, en el sentido que ya son equipos completamente multimedia, más parecidos a un equipo celular.
Cabe aclarar que también Blackberry tiene dos equipos iden en el mercado, que no han tenido la misma aceptación que los GSM y los CDMA 3G, ya que son más reducidos en funciones. Las plataformas a introducir en este texto son la plataforma Phoenix 2, Gemini y Cobra.
Arabia Saudita, Argentina, Brasil, Canadá, Corea, Chile, China, Colombia, El Salvador, Estados Unidos, Filipinas, Israel, Japón, Jordania, México, Perú, República Dominicana y Singapur son países que cuentan con este tipo de redes.

## Sistema de operación
Rango de frecuencia Tx: 806-821Mhz; Rx: 851-866Mhz
Banda de operación: 800Mhz y 1500Mhz utilizando redes TDMA
Número de canales: 30 (seis usuarios por canal)
Espacio del canal: 25kHz (frecuencias individuales no contiguas)
Sistema de modulación digital: M16-QAM, VSELP.

## Tecnología involucrada

### Definición de canal TDMA
Los sistemas troncales convencionales la definen como de control o tráfico de canal, asignando al usuario frecuencias de salto inbound / outbound. La frecuencia outbound es la frecuencia base del repetidor de radio, y la frecuencia inbound es la frecuencia del móvil transmisor. En un sistema iDEN estas frecuencias son compartidas por seis usuarios tras la creación y uso de seis slots de 15ms.
Cada usuario transmite y recibe durante un ciclo, donde la Base es capaz de transmitir durante cualquiera de estos seis o tres slots. Cada móvil es asignado a un único canal, el cual es definido por el número de portador y la definición de tiempo del slot. El portador es quien especifica el número de frecuencias pares inbound / outbound.

### Modulación de señal digital M16-QAM
Los sistemas iDEN usan la modulación M16-QAM, la cual es de formato propietario por motorola, el formato implica fases de amplitud y modulación.

### Número de formatos de señales versus frecuencias
En los sistemas iDEN se utilizan tres: iDEN, DJSMR y DMCA; donde DJSMR y DMCA son formatos internacionales. La frecuencia común para sistemas domésticos iDEN emplean números de portador para determinar las frecuencias del canal. La relación de los números de portador en frecuencias inbound/outbound son: [(0.0125 x Número de portador)+806]MHz y [(0.0125 x número de portador)+851]MHz respectivamente.

### Digitalización y compresión de audio
Desde que iDEN es un sistema de troncado digital, el audio proveniente del móvil origen es digitalizado para producir un flujo de bits digital que proviene de la modulación de la señal para el portador RF. Para hacer más eficiente el uso del canal, el audio digitalizado es comprimido usando VSELP.

## Modo de comunicación

### Adquisición de canal de control
Al ser encendido un Terminal móvil iDEN busca la frecuencia por la cual operara y se enlaza al canal de control, este a su vez transporta la información continuamente al terminal destino, identificando los parámetros de tiempo para cuando estos estén en uso, el canal de control también define el poder máximo de transmisión que usara el sistema.

### Sincronización móvil
En el modo de operación, el sistema móvil alinea su frecuencia y tiempo de transmisión para la señal outbound recibida por el terminal destino.

### Registro móvil
Cada terminal iDEN es identificado por IMSI (International Mobile Station Identifier), al hacer esta solicitud de registro, el terminal proporciona su 353300082416659 (International Mobile Equipment Identifier), luego de determinar la validez del IMEI, la estación base le asigna un IMSI al terminal suscrito.
La asignación de un IMSI y despacho de identificador son conceptos muy importantes en el testeo de terminales iDEN, si el terminal no tiene asignado un identificador apropiado no podrá conectarse, por ende está imposibilitado de llamar. Actualmente los terminales utilizan SIM Cards para su identificación y suscripción en red, permitiendo flexibilidad en el uso de distintos equipos como en la tecnología . (Global System Mobile)

## Servicios iDEN

### Radio de dos vías
Permite que los usuarios puedan comunicarse entre sí inmediatamente, sin la complicación de establecer una llamada de conferencia, proporcionando así una forma fácil y económica para mantenerse en contacto.

### Servicio de acceso telefónico
Como cualquier otro servicio de comunicaciones móviles un terminal iDEN permite mantener contacto telefónico con cualquier persona, en cualquier lugar del mundo, con conexión a cualquier Red Telefónica incluyendo servicios como buzón de mensajes, transferencia de llamadas, llamada en espera y la respuesta automática de llamadas. 

### Servicio de mensajes cortos
Los terminales iDEN incorporan diferentes servicios de mensajería como voz y texto, cortos o largos, urgentes o no.

### Transmisión de datos
Las unidades plus de iDEN proporcionan servicio de Transmisión de Datos, que incluye acceso móvil a Internet, las velocidades de datos alcanzadas por una unidad plus iDEN van hasta 22 Kbps.

## Soporte J2ME
Gracias a una alianza con sun Microsystems, los terminales iDEN soportan aplicaciones desarrolladas en J2ME y MIDP (Mobile Information Device Profile), empresas como Disney, Bandai, Namco, Sega y DLJ. Están involucradas en el desarrollo de aplicaciones, juegos entre otros.

### Países que operan redes de iDEN
| Nombre de la Compañía                                                                                     | País            | Nombre de "conexión directa"              |
| --- | --------------- | ----------------------------------------- |
| Airtel Wireless Ltd.                                                                                      | Alberta, Canadá | Fleet Connect                             |
| Airpeak                                                                                                   | Estados Unidos  | Talk Direct                               |
| ARINC | Estados Unidos  |                                           |
| Avantel (enlace roto disponible en Internet Archive; véase el historial, la primera versión y la última). | Colombia        | Presiona para Hablar (Por Descontinuarse) |
| Boost Mobile                                                                                              | Estados Unidos  | Chirp                                     |
| Bravo Telecom                                                                                             | Arabia Saudita  | Push To Talk                              |
| Procall Pvt. Ltd.                                                                                         | India           | Digital Push To Talk                      |
| China Satcom Guomai Comm Co. L                                                                            | China           |                                           |
| Connect Net                                                                                               | Estados Unidos  |                                           |
| GRID Communications                                                                                       | Singapur        | Push To Talk                              |
| Iconnect                                                                                                  | Guam            | iConnect PTT                              |
| Intelfon                                                                                                  | El Salvador     | RED                                       |
| Mirs | Israel          |                                           |
| Monttcashire                                                                                              | Ecuador         |                                           |
| NEXNET | Japón           |                                           |
| NII Holdings, Inc.                                                                                        | Estados Unidos  | Direct Connect                            |
| Sprint Nextel                                                                                             | Estados Unidos  | Direct Connect                            |
| Nextel Argentina                                                                                          | Argentina       | Direct Connect                            |
| Nextel Brasil                                                                                             | Brasil          | Direct Connect                            |
| Nextel Chile                                                                                              | Chile           | Direct Connect                            |
| Entel Perú                                                                                                | Perú            | Conexión Directa (En descontinuación)     |
| Next Mobile                                                                                               | Filipinas       | Walkie-Talkie                             |
| Proxtel Wireless                                                                                          | Puerto Rico     |                                           |
| Shenzhen Yunliantong Comm Service                                                                         | China           |                                           |
| KT Powertel Archivado el 28 de julio de 2007 en Wayback Machine.                                          | Corea del Sur   |                                           |
| SouthernLINC Wireless                                                                                     | Estados Unidos  | InstantLINC                               |
| Telus | Canadá          | Mike                                      |
| XPress | Jordania        | XPress Direct Connect                     |